# 海兰江
海兰江（中国朝鲜语：／），位于中华人民共和国吉林省延边朝鲜族自治州境内，是布尔哈通河右岸支流，辽、金称曷懒水，明代称合兰河，清代称海兰河、骇浪河，河名源自满语（满文：ᡥᠠᡳᠯᠠᠨ，转写：hailan），意为“榆树”。
海兰江发源于和龙市龙城镇西部甑峰岭老岭东南老里克沼泽地，东流至青山村转东北流，经和龙市和龙井市，于延吉市转西流在小营镇河龙村以北汇入布尔哈通河。河长145千米，流域面积2934平方千米，河道平均比降3‰。年均径流量5.4亿立方米。